# Geologija Nove Zelandije
Geologija Nove Zelandije je znana po svoji vulkanski dejavnosti, potresih in geotermalnih območjih zaradi njene lege na meji med Avstralsko in Pacifiško ploščo. Nova Zelandija je del Zelandije, mikroceline, velike skoraj polovico Avstralije, ki se je odcepila od superceline Gondvana pred približno 83 milijoni let. Zgodnja ločitev Nove Zelandije od drugih kopenskih mas in poznejši razvoj sta ustvarila edinstven fosilni zapis in sodobno ekologijo.
Geologijo Nove Zelandije lahko poenostavimo v tri faze. Najprej so nastale temeljne kamnine Nove Zelandije. Te kamnine so bile nekoč del superkontinenta Gondvana, skupaj z Južno Ameriko, Afriko, Madagaskarjem, Indijo, Antarktiko in Avstralijo. Skale, ki zdaj tvorijo večinoma potopljeno celino Zelandijo, so bile takrat ugnezdene med vzhodno Avstralijo in zahodno Antarktiko. Drugič, Nova Zelandija se je oddaljila od Gondvane in nastalo je veliko sedimentnih bazenov, ki so kasneje postali sedimentne kamnine, ki prekrivajo geološko podlago. Končno fazo predstavljajo dvig Južnih Alp in izbruhi vulkanske cone Taupō.

## Temeljne kamnine (kambrij-kreda)
Novozelandske temeljne kamnine so stare od srednjega kambrija v severozahodnem Nelsonu do krede blizu Kaikōure. Te kamnine so nastale v morskem okolju, preden se je Nova Zelandija ločila od Gondvane. Razdeljeni so na »zahodno provinco«, ki jo sestavljajo predvsem droba (greywacke), granit in gnajs, in »vzhodno provinco«, ki jo sestavljata predvsem droba in skrilavec. Province so nadalje razdeljene na terrane – velike rezine skorje z različno geološko zgodovino, ki jih je tektonska dejavnost (subdukcija in zdrsni prelom) združila v Novo Zelandijo.
Zahodna provinca je starejša od vzhodne province in se razprostira vzdolž zahodne obale Južnega otoka od Nelsona do Fiordlanda. Zahodna provinca je razdeljena na terrena Buller in Takaka, ki sta nastala v srednjem kambrijskem do devonskem času (510–400 milijonov). To vključuje najstarejše kamnine Nove Zelandije, trilobite, ki vsebujejo drobo, ki jih najdemo v dolini Cobb v severozahodnem Nelsonu.
Velike dele Zahodne province so vdrle plutonske kamnine ali pa so bile metamorfizirane v gnajs. Te plutonske temeljne kamnine so razdeljene na batolite Hohonu, Karamea, Median in Paparoa. Te kamnine tvorijo temelje pod Taranakijem na morju in večjim delom Zahodne obale, Bullerja, severozahodnega Nelsona, Fiordlanda in Stewartovega otoka / Rakiura. Večina teh plutonskih kamnin je nastala v devonsko-karbonskem obdobju (380–335 milijonov) in jursko-krednem času (155–100 milijonov). Srednji batolit predstavlja dolgoživ batolit, ki deli zahodno in vzhodno provinco. Pred ločitvijo Zelandije od Gondvane se je raztezala od Queenslanda preko današnje Nove Zelandije do zahodne Antarktike. Označuje mesto nekdanje subdukcijske cone na robu Gondvane.
Vzhodna provinca leži pod večjim delom Nove Zelandije kot zahodna provinca, vključno z graywacke in skrilavcem Južnih Alp ter vsemi podzemnimi kamninami Severnega otoka. Vzhodna provinca vsebuje sedem glavnih terranov, Drumduan, Brook Street, Murihiku, Dun Mountain-Maitai, Caples, Torlesse Composite (terani Rakaia, Aspiring in Pahau) in Waipapa Composite (terani Morrinsville in Hunua). Večinoma so sestavljeni iz drobe skupaj z argilitom, razen terranov Brook Street in Dun Mountain-Maitai, ki imata pomembne magmatske komponente. Novozelandski kamen droba je večinoma iz terranov Caples, Torlesse Composite (Rakaia in Pahau) in Waipapa Composite (Morrinsville in Hunua), ki so nastali v karbonsko-kredni dobi (330–120 milijonov let). Velik del teh kamnin je bil odložen kot podmorska pahljača. Imajo različen izvor, kar kažejo različne kemične sestave in različni fosili. Na splošno postajajo sedimentni podzemni terrani mlajši od zahoda proti vzhodu po vsej državi, saj so bili novejši terani postrgani s subdukcijske paleo-pacifiške plošče in narasli do meje Gondvane v stotinah milijonov let.
Številne kamnine v vzhodni provinci so bile zaradi izpostavljenosti visokim pritiskom in temperaturam metamorfozirane v Haastov skrilavec. Kamnine se nenehno spreminjajo od drobe (npr. v Canterburyju) do visokokakovostnega skrilavca (npr. okoli meje Caples-Torlesse v Otagu in Marlboroughu ter kamnine Torlesse tik vzhodno od Alpske prelomnice). Alpski prelom, ki ustreza črti Južnih Alp, je ločil temeljne kamnine, ki so bile sosednje, za približno 480 km.

## Ločitev od Gondvane (kreda-eocen)
Avstralsko-novozelandski kontinentalni del Gondvane se je odcepil od preostale Gondvane v pozni kredi (95–90 milijonov let). Nato se je okrog 83 milijonov Zelandija začela ločevati od Avstralije in tvorila Tasmanovo morje, ki se je sprva ločevalo z juga. Do 75 milijonov je bila Zelandija v bistvu ločena od Avstralije in Antarktike, čeprav so Zelandijo in Avstralijo na severu morda ločila le plitva morja. Dinozavri so še naprej živeli na Novi Zelandiji, potem ko se je ločila od Gondvane, kot kažejo odtisi stopal sauropodov izpred 70 milijonov let v Nelsonu. to je pomenilo, da so imeli dinozavri približno 20 milijonov let časa, da so se razvile edinstvene novozelandske vrste. Med razširitvijo krede so po vsej Novi Zelandiji nastali veliki normalni prelomi, breča Hawks Crag se je oblikovala poleg ostankov in je postala najboljše nahajališče uranovega minerala na Novi Zelandiji.
Trenutno Nova Zelandija nima avtohtonih kač ali kopenskih sesalcev (razen netopirjev). Niti vrečarji niti placentalni sesalci se niso razvili in dosegli Avstralijo pravočasno, da bi bili na Novi Zelandiji, ko je odplavala pred 85 milijoni let. Razvoj in širjenje kač je manj gotovo, vendar ni trdnih dokazov, da so bile v Avstraliji pred odprtjem Tasmanovega morja. Multituberkulati, druga vrsta sesalcev, ki je zdaj izumrla, so morda bili pravi čas, da so prečkali kopenski most do Nove Zelandije.
Kopenske mase so se ločevale vse do zgodnjega eocena (53 milijonov). Tasmanovo morje in del Zelandije sta se nato združila z Avstralijo in oblikovala Avstralsko ploščo (40 milijonov), nova meja plošče pa je bila ustvarjena med Avstralsko ploščo in Pacifiško ploščo. Zelandija se je znašla na osrednji točki med pacifiško in avstralsko ploščo, s širjenjem na jugu in konvergenco na severu, kjer je bila pacifiška plošča subdukcijska pod avstralsko ploščo. Ustvarjen je bil predhodnik loka Kermadec. Konvergentni del meje plošče se je skozi Zelandijo širil s severa in sčasoma oblikoval protoalpski prelom v miocenskih časih (23 milijonov). Različni grebeni in kotline severno od Nove Zelandije se nanašajo na prejšnje položaje meje plošče.

## Sedimentni bazeni in alohtoni (kreda–novejši)
Erozija in usedanje sta povzročila, da je velik del Zelandije zdaj prekrit s sedimentnimi kamninami, ki so nastale v močvirjih in morskih sedimentnih bazenih. Velik del Nove Zelandije je bil nizko ležeč okoli srednjega eocena–oligocena (40–23 milijonov). Močvirja so postala razširjena in tvorila premog. Kopno se je še ugrezalo, morski organizmi pa so ustvarili apnenčaste usedline. Apnenec oligocenske–zgodnjemiocenske starosti je nastal na številnih območjih, vključno z deželo King, znano po jami svetlečih črvov Waitomo. Na Južnem otoku je apnenec prisoten v Bullerju, Nelsonu in na Zahodni obali, vključno s Pancake Rocks pri Punakaikiju v času oligocena–zgodnjega miocena (34–15 milijonov let). Razpravlja se o tem, ali je bila v tem času potopljena vsa Nova Zelandija ali pa so majhni otoki ostali kot "barke", ki ohranjajo favno in floro.
Alohton je zemljišče, ki je nastalo drugje in je zdrsnilo na drugo zemljišče (z drugimi besedami, material ogromnega plazu). Velik del ozemlja Northland in East Cape je nastal na ta način. Okoli 25–22 Ma sta bila Northland in East Cape sosednja, z East Cape blizu Whangarei. Northland–East Cape je bil podmorski bazen. Velik del ozemlja, ki zdaj tvori Northland–East Cape, je bilo višje ozemlje na severovzhodu (sestavljeno iz kamnin, oblikovanih 90–25 milijonov let). Meja med Pacifiško in Avstralsko ploščo je bila še bolj proti severovzhodu, pri čemer se je Pacifiška plošča pogreznila pod Avstralsko ploščo. Plasti kamnin so se od vrha navzdol luščile z višjega kopnega in pod vplivom gravitacije zdrsnile proti jugozahodu, da bi bile zložene v pravo smer navzgor, vendar v obratnem vrstnem redu. Večina materiala za drsenje so bile sedimentne kamnine, zadnje kamnine, po katerih je drselo, pa so bile plošče oceanske skorje (ofioliti), predvsem bazalt. Pojavila se je tudi obsežna vulkanska aktivnost (23–15 Ma) in je pomešana s tujimi kamninami. Sedimentni bazeni so nastajali na alohtonih med njihovim premikanjem. East Cape je bil kasneje ločen od Northlanda in premaknjen naprej proti jugu in vzhodu na sedanji položaj.

## Vulkanska dejavnost

Vulkanizem je na Novi Zelandiji zabeležen skozi celotno geološko zgodovino. Večino vulkanizma na Novi Zelandiji, tako sodobnega kot starodavnega, je povzročila subdukcija ene tektonske plošče pod drugo; to povzroči taljenje v plašču, plasti Zemlje pod skorjo. Tako nastane vulkanski lok, sestavljen predvsem iz bazalta, andezita in riolita. Bazaltni izbruhi so po navadi dokaj mirni, proizvajajo stožce skorje in tokove lave, kot so vulkanski stožci na Aucklandskem vulkanskem polju, čeprav je bil silovit izbruh gore Tarawera leta 1886 izjema. Andezitski izbruhi po navadi tvorijo strme stratovulkane, vključno z gorami, kot so Ruapehu, Tongariro in Taranaki, otoki, kot so Little Barrier, otoki Whakaari/White in Raoul, ali podmorskimi podvodnimi gorami, kot je Monowai Seamount. Riolitski izbruhi z velikimi količinami vode po navadi povzročijo silovite izbruhe, ki proizvajajo kaldere, kot sta jezero Taupō in jezero Rotorua. Nova Zelandija ima tudi veliko vulkanov, ki niso jasno povezani s sedanjo subdukcijo plošč, vključno z izumrlim vulkanom Dunedin in polotokom Banks ter mirujočim Aucklandskim vulkanskim poljem.

### Ugasli vulkani
Južni otok trenutno nima aktivnih vulkanov. Vendar pa je bila v pozni kredi (100–65 milijonov let) razširjena vulkanska dejavnost v Marlboroughu, Zahodni obali, Canterburyju in Otagu, ki prispeva k reliefnim oblikam, kot je Mount Somers. V eocenskih časih (40 milijonov) je bila v bližini današnjega Oamaruja aktivnost vulkanskega polja. Najbolj znana miocenska vulkanska središča sta vulkan Dunedin znotraj plošče in polotok Banks. Vulkan Dunedin, ki je kasneje erodiral, da je nastal polotok Otago blizu Dunedina, je nastal zaradi serije večinoma bazaltnih vulkanskih izbruhov znotraj plošče v miocenskih časih (16–10 milijonov let). Polotok Banks blizu Christchurcha je bil zgrajen iz dveh večinoma bazaltnih vulkanov znotraj plošče v miocenskih časih (12–6 Ma in 9,5–7,5 Ma), ki ustrezata pristaniščema Lyttelton / Whakaraupo in Akaroa. Solanderjevi otoki / Hautere v Southlandu so bili aktivni pred 150.000 leti. Obstajajo tudi manjši vulkani iz podobnega časovnega obdobja v Canterburyju, Otagu in tudi na Chathamskih otokih.
Bazaltni vulkanski izbruhi znotraj plošče so se pojavili tudi na Severnem otoku, v bližini Bay of Islands v Northlandu, v poznem miocenu (10 Ma) in spet pred kratkim (0,5 Ma). Vulkansko polje South Auckland je bilo aktivno v pleistocenskih časih (1,5–0,5 Ma). Vulkansko polje Auckland je začelo bruhati pred približno 250.000 leti. Vključuje približno 50 različnih izbruhov, pri čemer je večina izrazitih stožcev nastala v zadnjih 30.000 letih, zadnji izbruh, ki je oblikoval otok Rangitoto, pa je bil pred približno 600 leti. Polje trenutno miruje in pričakujejo se nadaljnji izbruhi. Sčasoma se je vulkansko polje počasi premikalo proti severu.
Vulkanizem na Severnem otoku je prevladoval niz vulkanskih lokov, ki so se razvili v še vedno aktivno vulkansko območje Taupō. Sčasoma se je vulkanska dejavnost premaknila proti jugu in vzhodu, ko se je meja plošče premaknila proti vzhodu. To se je začelo v miocenskih časih (23 Ma), ko je vulkanski lok postal aktiven zahodno od Northlanda in se je postopoma premaknil proti jugu navzdol do New Plymoutha, kjer je Taranaki še vedno aktiven. Proizvajala je predvsem andezitne stratovulkane. Northlandski vulkani vključujejo vulkane, ki so ustvarili planoto Waipoua (območje gozda Waipoua) in vulkan Kaipara. Vulkan Waitakere (22–16 Ma) je bil v glavnem erodiran, vendar konglomerat iz vulkana tvori pogorje Waitākere in je proizvedel večino materiala, ki sestavlja peščenjake in blatnike Waitemata. Laharji so izdelali bolj grob Parnell Grit. Pomembna vidna vulkana v Waikatu sta Karioi in Pirongia (2,5 milijona). Vulkani ob zahodni obali Severnega otoka, skupaj s Taranakijem in vulkanskim centrom Tongariro, so odgovorni za črni železni pesek na številnih plažah med Taranakijem in Aucklandom.
Kmalu zatem (18 Ma) se je vzhodneje razvil vulkanski lok, ki je ustvaril pogorje Coromandel in podmorski greben Colville. Začetna aktivnost je bila andezitna, kasneje pa je postala riolitna (12 milijonov). V dolini Kauaeranga ostajajo vulkanski čepi, prav tako jezero lave, ki zdaj tvori vrh Table Mountain. Aktivni geotermalni sistemi, podobni tistim, ki zdaj obstajajo v bližini Rotorue, so bili prisotni okoli 6 milijonov let in so proizvedli nahajališča zlata in srebra, ki so jih kasneje kopali v zlati mrzlici v Coromandelu. Kasneje (5–2 milijona let) se je vulkanska dejavnost premaknila južneje in oblikovala pogorje Kaimai.

### Aktivni vulkani in geotermalna območja
Po tem se je dejavnost premaknila naprej proti vzhodu v vulkansko cono Taupō, ki poteka od vulkanskega središča Tongariro (Ruapehu in Tongariro), skozi Taupō, Rotorua in proti morju, da tvori greben Kermadec. Dejavnost se je začela okoli 2 Ma in traja do danes. Vulkansko središče Tongariro je sestavljeno iz andezitnih vulkanov, medtem ko so območja okoli Taupō in Rotorua večinoma riolitična z manjšim deležem bazalta. Zgodnji izbruhi med Taupō in Rotoruo okoli 1,25 Ma in 1 Ma so bili dovolj veliki, da so proizvedli ignimbritno ploščo, ki je dosegla Auckland, Napier in Gisborne. To vključuje obsežne usedline plovca, ki nastanejo zaradi izbruhov v vulkanski coni Taupō in se pojavljajo na osrednjem severnem otoku, v regijah Bay of Plenty, Waikato, King Country in Manawatū-Whanganui. Občasno se na območju vulkanske cone Taupō zgodijo roji potresov, ki trajajo leta. Ti potresni roji kažejo, da se pod površjem dogaja nekaj gibanja magme. Čeprav v zadnjem času niso povzročili izbruha, vedno obstaja možnost, da nastane nov vulkan ali da mirujoči vulkan oživi.
Vulkanski center Tongariro se je razvil v zadnjih 275.000 letih in vsebuje aktivne andezitne vulkanske stožce Ruapehu, Tongariro in Ngauruhoe (pravzaprav stranski stožec Tongarira). Ruapehu izbruhne približno enkrat na desetletje in čeprav izbruhi povzročijo opustošenje smučarjev, letalskih poletov in jezov hidroelektrarn, so izbruhi relativno majhni. Vendar pa je nenaden propad stene kraterja povzročil velike težave, ko je leta 1953 povzročil lahar, ki je uničil železniški most in povzročil 151 smrtnih žrtev v Tangiwaiju. Zadnji večji izbruh je bil 1995–96. Ngauruhoe je zadnjič izbruhnil 1973–75. Taranaki je popolnoma oblikovan andezitni stratovulkan, ki je zadnjič izbruhnil leta 1755.
Jezero Taupō, največje jezero na Severnem otoku, je vulkanska kaldera, odgovorna za riolitske izbruhe približno enkrat na 1000 let. Največji izbruh v zadnjih 65.000 letih je bil kataklizmični izbruh Oruanui pred 26.500 leti, ki je proizvedel 530 kubičnih kilometrov magme. Najnovejši izbruh okoli leta 233 našega štetja je bil prav tako pomemben dogodek, največji izbruh na svetu v zadnjih 5000 letih. Izbruh je povzročil piroklastični tok, ki je v 10 minutah opustošil ozemlje od Waiouruja do Rotorue.
Vulkanski center Ōkataina, vzhodno od Rotorue, je prav tako odgovoren za velike kataklizmične riolitske izbruhe. Zadnji izbruh, Tarawera in jezero Rotomahana leta 1886, je bil razmeroma majhen izbruh, za katerega se je domnevalo, da je uničil znamenite Rožnate in bele terase ter prekril veliko okoliškega podeželja s pepelom, pri čemer je umrlo več kot 100 ljudi. Leta 2017 so raziskovalci ponovno odkrili lokacije Rožnatih in belih teras z uporabo pozabljene raziskave iz leta 1859. Mnoga jezera okoli Rotorue so kaldere iz riolitskih izbruhov. Na primer, jezero Rotorua je izbruhnilo pred približno 13.500 leti.
Vzdolž grebena Kermadec se razprostira vrsta podvodnih vulkanov. Whakaari / Beli otok v zalivu Plenty predstavlja južni konec te verige in je zelo aktiven andezitni vulkan, ki bruha zelo pogosto. Lahko povzroči cunami v zalivu Bay of Plenty, tako kot mirujoči Mayor Island / vulkan Tūhua.
Vulkansko območje Taupō je znano po geotermalni dejavnosti. Na primer, Rotorua in okolica imata številna območja z gejzirji, kremenčevimi terasami, fumarolami, blatnimi bazeni, vročimi vrelci itd. Pomembna geotermalna območja so Whakarewarewa, Tikitere, Waimangu, Waiotapu, Craters of the Moon in Orakei Korako. Geotermalna energija se uporablja za proizvodnjo električne energije v Wairakei, blizu Taupō. Vroči bazeni so številni po vsej Novi Zelandiji. Geotermalna energija se uporablja za proizvodnjo električne energije v vulkanski coni Taupō.

## Sodobna tektonska določila in potresi
Nova Zelandija je trenutno na konvergentni meji med Pacifiško in Avstralsko ploščo. Sčasoma se je relativno gibanje plošč spremenilo in trenutna konfiguracija je geološko nova. Trenutno je Pacifiška plošča subducirana pod avstralsko ploščo od okolice Tonge na severu, skozi jarek Tonga, jarek Kermadec in korito Hikurangi vzhodno od Severnega otoka Nove Zelandije, do Cookovega preliva. Skozi večino Južnega otoka plošči drsita druga mimo druge (Alpski prelom), z rahlo zamašitvijo pacifiške plošče nad Avstralsko ploščo, ki tvori Južne Alpe. Od Fiordlanda proti jugu se Avstralska plošča subducira pod Pacifiško ploščo in tvori jarek Puysegur. Ta konfiguracija je povzročila vulkanizem in razširitev na Severnem otoku, ki tvori vulkansko cono Taupō, in dvig na Južnem otoku, ki tvori južne Alpe.
Pacifiška plošča trči v avstralsko ploščo s hitrostjo približno 40 mm/leto. Vzhodna obala Severnega otoka je zaradi tega trka stisnjena in dvignjena, kar povzroča prelomne sisteme Severnega otoka in Marlborough. Vzhodna obala Severnega otoka se prav tako vrti v smeri urinega kazalca, glede na Northland, Auckland in Taranaki, razteza Bay of Plenty in proizvaja Hauraki Rift (planoto Hauraki in zaliv Hauraki / Tīkapa Moana) in vulkansko cono Taupō. Vzhodna obala Južnega otoka drsi poševno proti alpskemu prelomu glede na Westland, zaradi česar se južne Alpe dvignejo za približno 10 mm/leto (čeprav se tudi obrabljajo s podobno hitrostjo). Planota Hauraki, Hamilton, Bay of Plenty, Marlborough Sounds in Christchurch tonejo. Marlborough Sounds je znan po svojih potopljenih gorskih verigah. Ko se Wellington dviga in Marlborough tone, se Cookov peliv pomika južneje.
Zaradi nenehnega premikanja tektonskih plošč se v zemeljski skorji kopičijo velike napetosti. Ta stres sprostijo potresi, ki se lahko pojavijo na meji plošče ali na katerem koli od tisočih manjših prelomov po vsej Novi Zelandiji. Ker se Pacifiška plošča pogreza pod vzhodno stran Severnega otoka, prihaja do pogostih globokih potresov vzhodno od črte od zaliva Plenty do Nelsona (približnega roba potopljene plošče), pri čemer so potresi globlje proti zahodu, in plitvejši proti vzhodu. Ker se Avstralska plošča pogreza pod pacifiško ploščo v Fiordlandu, so v bližini Fiordlanda pogosti globoki potresi, pri čemer so potresi globlji na vzhodu in plitvejši blizu zahoda.
Plitvi potresi so bolj razširjeni in se pojavljajo skoraj povsod po Novi Zelandiji (zlasti Bay of Plenty, East Cape do Marlborougha in Alpski prelom). Vendar so Northland, Waikato in Otago razmeroma stabilni. Canterbury je bil brez večjega potresa v zabeleženi zgodovini do canterburyjskega potresa z magnitudom 7,1 4. septembra 2010. Vulkanska dejavnost na osrednjem severnem otoku povzroča tudi številne plitve potrese.

## Paleoklima Nove Zelandije
Odkar se je Zelandija ločila od Gondvane (80 mio let) v kredi, je bilo podnebje običajno veliko toplejše kot danes. Od kvartarne poledenitve (2,9 milijona let) pa je Zelandija doživela hladnejše ali le nekoliko toplejše podnebje kot danes.
V kredi je bila Nova Zelandija na 80 stopinjah južne širine na meji med Antarktiko in Avstralijo. Vendar je bila pokrita z drevesi, saj je bilo podnebje pred 90 milijoni let veliko toplejše in bolj mokro kot danes. V toplem eocenu so obsežna močvirja prekrila Novo Zelandijo, ki so postala premogovna ležišča v Southlandu in Waikatu. V miocenu obstajajo paleontološki zapisi o toplih jezerih v osrednjem Otagu s palmami in majhnimi kopenskimi sesalci.
V zadnjih 30.000 letih so bili na Novi Zelandiji zabeleženi trije veliki podnebni dogodki, najhladnejše obdobje zadnjega ledeniškega maksimuma od 28 do 18.000 let, prehodno obdobje od 18 do 11.000 let in holocenski interglacial, ki se dogaja zadnjih 11.000 let. Med zadnjim ledeniškim maksimumom je bila svetovna gladina morja približno 130 metrov nižja od sedanje ravni. Ko se je to zgodilo, so se Severni otok, Južni otok in Stewartov otok / Rakiura združili. Temperature so padle za okoli 4–5 °C. Velik del južnih Alp in Fiordlanda je bil poledenjen, preostali del Nove Zelandije pa je bil večinoma brez ledu. Ozemlje severno od Hamiltona je bilo gozdnato, vendar je bil velik del preostale Nove Zelandije pokrit s travo ali grmovjem zaradi hladnega in suhega podnebja. To pomanjkanje vegetacijskega pokrova vodi do večje vetrne erozije in odlaganja puhlice (z vetrom napihanega prahu). Študija paleoklime Nove Zelandije je razrešila nekatere razprave o povezavah med malo ledeno dobo (LIA) na severni polobli in istočasnim podnebjem na Novi Zelandiji. Ključna dejstva, ki se bodo pokazala, so, da je Nova Zelandija res doživela opazno hladnejše podnebje, vendar nekoliko pozneje kot na severni polobli.

## Geološke nevarnosti
Nova Zelandija trpi zaradi številnih naravnih nevarnosti, vključno s potresi in cunamiji, vulkanskimi in hidrotermalnimi izbruhi ter zemeljskimi plazovi.
Največji potres na Novi Zelandiji je bil dogodek M8.2 v Wairarapi leta 1855, največ smrtnih žrtev (261) pa je bilo v potresu M7.8 v zalivu Hawkes leta 1931. Leta 2010 je nastala obsežna materialna škoda. Potres v Canterburyju z magnitudo 7,1; Popotresni sunek M6.3 22. februarja 2011 (potres v Canterburyju 2011) je zahteval 185 smrtnih žrtev. Nazadnje je potres M7.8 Kaikōuro prizadel malo po polnoči 14. novembra 2016 in ubil dve osebi na oddaljenem območju Kaikōure severovzhodno od Christchurcha. Številni popotresni sunki z magnitudo M5,0 ali več so razširjeni na velikem območju med Wellingtonom in Culverdenom.
Novo Zelandijo ogrožajo cunamiji, ki nastanejo zaradi lokalnih in mednarodnih prelomov. Vzhodna obala Nove Zelandije je najbolj ogrožena, saj je Tihi ocean bolj tektonsko aktiven kot Tasmanovo morje. Lokalno največje tveganje predstavljajo prelomi vzdolž vzhodne obale Severnega otoka. Na Novi Zelandiji so se zaradi potresov v Čilu, na Aljaski in na Japonskem pojavili manjši cunamiji.
V vulkanski coni Taupō je veliko potencialno nevarnih vulkanov. Najhujši vulkanski izbruh od prihoda Evropejcev je izbruh Tarawere leta 1886. Lahar z gore Ruapehu je decembra 1953 uničil most in iztiril vlak, pri čemer je umrlo 151 ljudi. Celo manjši izbruh v Ruapehu bi lahko povzročil prekinitev električne energije za Auckland zaradi pepela na daljnovodih in v reki Waikato (ustavitev proizvodnje hidroelektrične energije).
Številni deli Nove Zelandije so dovzetni za zemeljske plazove, zlasti zaradi krčenja gozdov in visokega tveganja potresov. Velik del Severnega otoka je strm in sestavljen iz mehkega meljevca, znanega kot papa, ki zlahka povzroči zemeljske plazove.

## Geološki viri
Glavni geološki viri Nove Zelandije so premog, zlato, nafta in zemeljski plin. Premog so kopali v Northlandu, Waikatu, Taranakiju, Nelsonu in Westlandu, Canterburyju, Otagu in Southlandu. Zahodna obala vsebuje nekaj najboljšega bituminoznega premoga Nove Zelandije. Največja nahajališča premoga so v Southlandu. Zlato so kopali v pogorjih Coromandel in Kaimai (zlasti v rudniku Martha v Waihiju), Westlandu, osrednjem Otagu in vzhodnem Otagu (zlasti v rudniku Macraes) ter na zahodni obali Južnega otoka. Edino območje na Novi Zelandiji s pomembnimi znanimi nahajališči nafte in plina je območje Taranaki, vendar imajo številna druga območja na morju potencial za nahajališča. Železnega peska je veliko na zahodni obali od Taranakija do Aucklanda. Pounamu - zeleni kamen - iz ofiolitov Južnega otoka se še naprej pridobiva, večinoma iz naplavin, in obdeluje za prodajo. Rezervoarji podzemne vode se črpajo po vsej državi, vendar so še posebej dragoceni v bolj suhih vzhodnih regijah Severnega in Južnega otoka. Nekatere od teh rezervoarjev je mogoče uporabiti tudi pri nizkotemperaturnem ogrevanju in za kmetijsko zaščito pred zmrzaljo, pa tudi kot pitni vir.